# تشن لي (سياسي)
تشن لي (بالصينية: 陳雷) هو سياسي صيني، ولد في 1954 في بكين في الصين. حزبياً، نشط في الحزب الشيوعي الصيني.